# برنارد كول
برنارد كول (بالألمانية: Bernhard Kohl)‏ مواليد 4 يناير 1982 في فيينا، هو دراج نمساوي سابق.

## سجل النتائج

### المراكز
- حقق المركز الـ 3 في سباق طواف فرنسا 2008

## وصلات خارجية
- الموقع الرسمي

## روابط خارجية
- برنارد كول على موقع الاتحاد الدولي للدراجات (الإنجليزية)
- برنارد كول على موقع أرشيف الدراجات (الإنجليزية)
- برنارد كول على موقع إحصائيات الدراجات الإحترافية (الإنجليزية)
- برنارد كول على موقع نسبة الدراجات (الإنجليزية)
- برنارد كول على موقع CycleBase (الإنجليزية)